# Dipodomys compactus
Dipodomys compactus — вид гризунів із родини Heteromyidae, поширений у Мексиці та штаті Техас у Сполучених Штатах.

## Опис
Тварини мають довжину приблизно 220 мм, включаючи хвіст приблизно 120 мм. Є дві різні форми кольору: попелясто-сірий і червонуватий або жовтувато-коричневий. В обох випадках найчистіше забарвлення на боках і боках з волосками в спинній частині з темними кінчиками, що надають чорного блиску. Щоки білі, а вуха, верхня і нижня смужки хвоста коричневі. Цей вид, як правило, блідіший за кольором, ніж інші Dipodomys, і його можна відрізнити від Dipodomys ordii за коротшим хвостом без хохла та коротшим і грубішим хутром.

## Розповсюдження
Dipodomys compactus зустрічається на південному сході Техасу, на південь від округів Бексар і Гонсалес, а також в окрузі Сапата, на островах Мустанг і Падре, недалеко від узбережжя Техасу, і на бар'єрних островах біля штату Тамауліпас у Мексиці.

## Екологія
Dipodomys compactus затоки ведуть переважно нічний спосіб життя і харчуються насінням, яке вони збирають у свої защічні мішки та носять назад у свою нору. Він живе в місцях з рідкою рослинністю з піщаним ґрунтом, часто серед дюн і зазвичай на вітровому схилі дюни.